# Пукотина раја (филм)
Пукотина раја је југословенски црно-бели играни филм снимљен 1959. у режији Владимира Погачића.
По жанру је драма, а протагонисткиња, коју тумачи Љубица Јовић, је студентица фармације која се удаје за лекара (чији лик тумачи Милан Пузић). Радња приказује како тиме решава своје егзистенцијалне проблеме, али како је муж запоставља, тера на побачаје те због чега започне љубавну аферу с младим новинаром (чији лик тумачи Антун Врдољак), а која ће завршити трагично. Пукотина раја након премијере није добила добре критике, нити је имала успеха код публике. Каснијим критичарима је, међутим, постала занимљива као једно од тадашњих остварења које су почела приказивати конзумеристичко наличје, односно отуђење становника тадашње Југославије од прокламираних друштвених вредности, као и утицај тада популарне Сартрове егзистенцијалистичке филозофије.

## Улоге
| Глумац                | Улога                                        |
| --------------------- | -------------------------------------------- |
| Љубица Јовић          | Марија Марковић (као Љубица Јовић-Залепугин) |
| Милан Пузић           | Слободан Марковић                            |
| Татјана Бељакова      | Бранка                                       |
| Северин Бијелић       | Инспектор Наумовић                           |
| Антун Врдољак         | Павле Боровац                                |
| Бранко Татић          | Обрад Кратић пецарош                         |
| Зоран Лонгиновић      | Шеф полицијског одјела                       |
| Бранка Пантелић       |                                              |
| Миливој Поповић Мавид |                                              |
| Милан Лентић          |                                              |
| Златко Црнковић       |                                              |
| Милан Војновић        |                                              |
| Станко Буханац        |                                              |
| Владо Бачић           |                                              |
| Рикард Брзеска        |                                              |
| Олга Спиридоновић     |                                              |

Комплетна филмска екипа  ▼
| Редитељ                   | Владимир Погачић     |                                                            |
| Сценариста                | Владимир Погачић     | (писац)                                                    |
| Сценариста                | Милан Туторов        | (писац)                                                    |
| Композитор                | Бојан Адамич         |                                                            |
| Директор фотографије      | Милорад Марковић     |                                                            |
| Директор фотографије      | Слободан Марковић    |                                                            |
| Монтажер                  | Љерка Станојевић     |                                                            |
| Сценограф                 | Желимир Загота       |                                                            |
| Костимограф               | Марко Церовац        |                                                            |
| Одсек за шминку           | Дује Дупланчић       | шминкер                                                    |
| Одсек за шминку           | Весна Кинцл          | фризер                                                     |
| Менаџер продукције        | Карло Худец          | вођа снимања                                               |
| Менаџер продукције        | Јосип Лулић          | директор филма                                             |
| Менаџер продукције        | Живко Петровић       | помоћник директора филма                                   |
| Менаџер продукције        | Никола Станковић     | помоћник организатора                                      |
| Помоћник режије           | Крсто Петањек        | помоћник редитеља                                          |
| Уметнички одсек           | Иво Балтић           | сценски реквизитер (као Иван Балтић)                       |
| Уметнички одсек           | Петар Ловрић         | сценски реквизитер                                         |
| Одсек за звук             | Константин Чук       | микроман (као Коста Чок)                                   |
| Одсек за звук             | Жељко Худек          | микроман                                                   |
| Одсек за звук             | Миодраг Недић        | тон мајстор                                                |
| Одсек за камеру и расвету | Миодраг Грбић        | пратилац камере                                            |
| Одсек за камеру и расвету | Антун Коренић        | вођа расвете                                               |
| Одсек за камеру и расвету | Будимир Мађер        | фотограф                                                   |
| Одсек за камеру и расвету | Вјенцеслав Орешковић | пратилац камере                                            |
| Одсек за камеру и расвету | Никола Вујасиновић   | сценски мајстор                                            |
| Одсек за костим           | Милица Чевид         | гардеробер                                                 |
| Одсек за костим           | Драго Хабазин        | гардеробер                                                 |
| Одсек за монтажу          | Нада Јелер           | асистент монтажера                                         |
| Музички одсек             | Бланка Худоба        | песма: превод — „Замагљени прозор”                         |
| Музички одсек             | Лидија Јојић         | музички уредник                                            |
| Музички одсек             | Љубомир Кунтарић     | композитор: музика: „Замагљени прозор” (као Љубо Кунтарић) |
| Музички одсек             | Џими Станић          | сингер (као Стјепан Џими Станић)                           |
| Остала екипа              | Десанка Погачић      | секретар режије (као Деја Погачић)                         |
| Остала екипа              | Соња Живец           | секретар продукције                                        |